# Théo Guivarch
Théo Guivarch (Lorient, 17 de novembro de 1995) é um futebolista profissional francês que atua como goleiro.

## Carreira
Théo Guivarch começou a carreira no Lorient.